# Sala delle Asse
La Sala delle Asse è una sala che si trova al piano terra del torrione nord-orientale, detto anche del Falconiere, del Castello Sforzesco di Milano. Prende il nome dalle assi di legno che si ritiene un tempo rivestissero le pareti.

## La decorazione

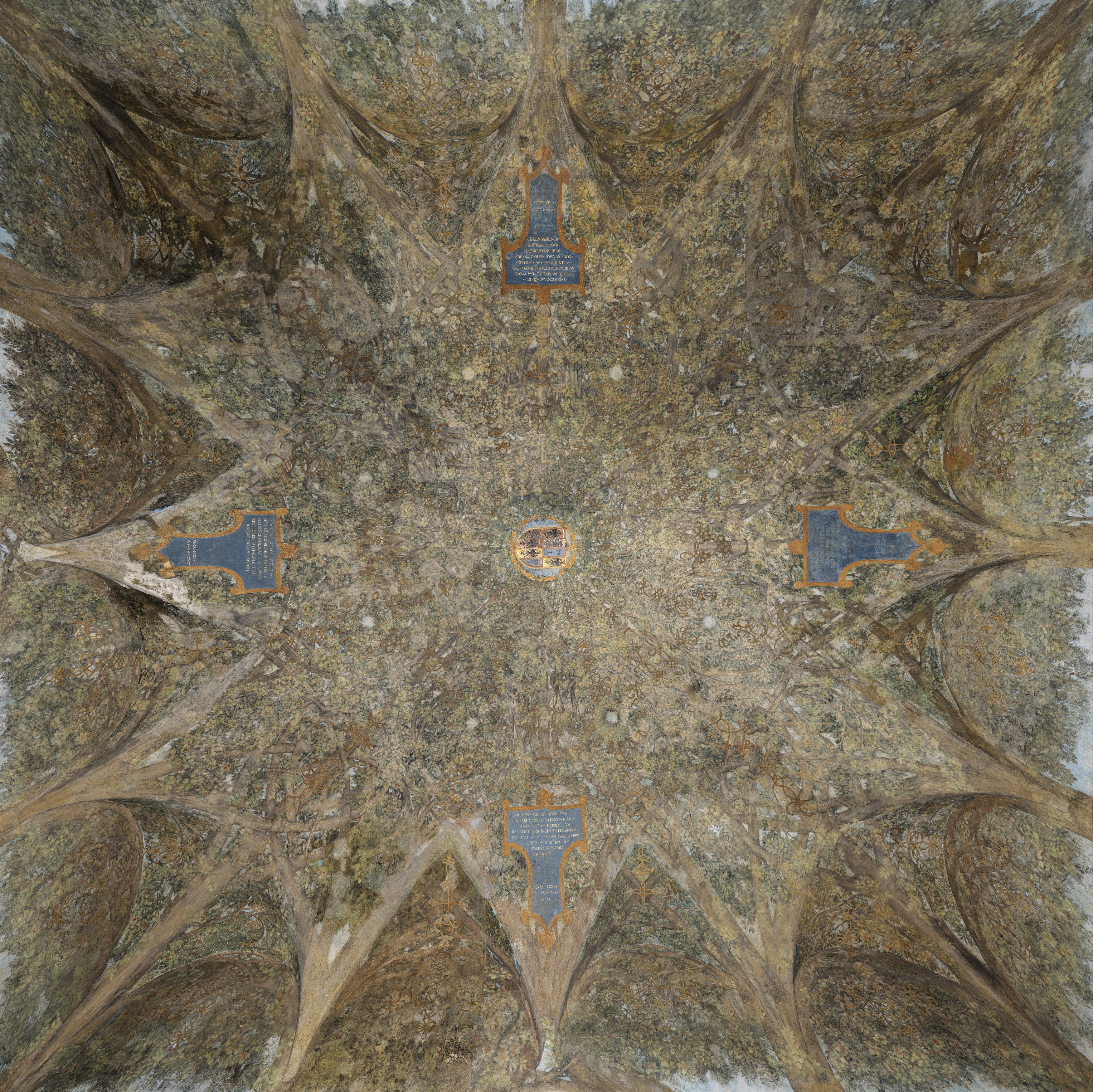
La volta della Sala delle Asse

La Sala ospita una decorazione con Intrecci vegetali e gelsi, che con un effetto Trompe-l'œil creano un pergolato lungo tutta la volta, le vele e le lunette, le cui fronde partono da alberi dipinti lungo le pareti, come a riprendere le colonne ad tronchonos. Sulla parete est della Sala è presente un Monocromo nella parte inferiore, rappresentante le radici degli alberi soprastanti che penetrano in stratificazioni rocciose. Il complesso è una pittura a tempera su intonaco di Leonardo da Vinci, databile al 1498 ma ripassata in epoca moderna.
Una fonte per rintracciare gli studi dell'artista sulla decorazione con motivi vegetali è la sezione Degli alberi e delle verdure nel Trattato della pittura, a cui si affianca una rilettura dei testi di Vitruvio in chiave naturalistica.

### Storia
Non si hanno notizie precise sulla costruzione architettonica, ma dalla lettura del paramento murario esterno è possibile individuare una preesistenza trecentesca e il successivo innalzamento della superficie nel Quattrocento, indicando quindi come periodo per l'erezione della volta quello tra la costruzione della torre, voluta da Francesco I, e l'insediamento di Galeazzo Maria nel 1467.
Il duca chiese all'architetto Bartolomeo Gadio che la sala venisse decorata, coerentemente con le attigue, con gli emblemi delle secchie e del cimiero nel fuoco, separati dalle razze (il tipico sole raggiato visconteo), su uno sfondo rosso, ma nel giugno 1469 ancora si discuteva del pagamento da tributare al pittore Costantino da Vaprio, non lasciandoci quindi indicazioni circa la completezza dell'opera. Del 1473 è la decisione di foderare l'ambiente con assi di legno: in aprile Bartolomeo Gadio comunica l'esigenza ad Antonio Anguissola e in agosto è confermata al duca la conclusione dei lavori. Da uno scambio di lettere dello stesso anno si evince inoltre che il duca avesse richiesto espressamente di ricoprire con le assi anche le lunette e il soffitto, denotando quindi che rivestire gli ambienti col legno fosse una prassi diffusa, vista la capacità di contenimento della temperatura e umidità.
La testimonianza successiva riguardante la sala è il matrimonio tra Gian Galeazzo Maria e Isabella d'Aragona, il 5 febbraio 1489, quando la giovane sposa fu accolta in castello da Bona e accompagnata proprio in questo ambiente, per l'occasione adibito a camera nuziale tappezzata di raso cremisi ricamato in oro.
L'attività di Leonardo da Vinci al Castello Sforzesco per conto di Ludovico il Moro è documentata tra il 1497 e il 1499, quando il duca è interessato al collegamento della decorazione tra i tre camerini che affiancavano la sala delle Asse, detti "Salette Nere", e la sala stessa. In una lettera datata 21 aprile 1498 il cancelliere Gualtiero da Bascapè comunica al duca che entro il settembre di quell'anno "Magistro Leonardo promete finirla per tuto Septembre, et che per questo si potra etiam goldere perché li ponti ch'el fara lasarano vacuo de soto per tuto". Non si hanno informazioni più precise su cosa accadde dopo: nel 1499 l'esercito francese minaccia Milano e Leonardo è presente in città nei giorni della fuga di Ludovico, per poi allontanarsi in direzione Venezia passando per Mantova nel mese di dicembre. È a questo periodo che si rimanda la celebre frase dell'artista "il Duca perso lo stato e la roba e la libertà e nessuna opera si finì per lui", inserita nei suoi appunti, che si riferisce evidentemente alla decorazione incompiuta della sala delle Asse. Non è comunque possibile escludere un intervento dei collaboratori o addirittura dell'artista stesso durante il suo secondo soggiorno milanese.
Nuove e recenti indicazioni sulla sala sono fornite dalle significative ricerche di Carlo Catturini, che associa a questo ambiente due occorrenze apparse in due fonti redatte tra la fine del periodo sforzesco e la dominazione francese. La prima è un passo del De architectura di Luca Pacioli, nella prima edizione a stampa del De Divina Proportione, nel quale si parla di una riunione per questioni sul Duomo tenutasi nel 1498 nella camera detta "de' moroni" del Castello di Porta Giovia. I moroni sarebbero in milanese i gelsi, attestando così in primis che nella sala, a prescindere dalla completezza della decorazione pittorica, il soggetto fosse già riconoscibile. Si attesta inoltre che l'ambiente avesse cambiato la funzione nel passaggio da Galeazzo a Ludovico, accentuandone l'aspetto encomiastico a favore del secondo. La seconda fonte, di poco postuma, che attesta l'associazione della sala con l'appellativo è il passaggio di consegne tra Francesco II d'Orléans e Gaston de Foix, avvenuto il 15 giugno 1511 in lo Castello de porta Zobia de Milano, videlicet in la camera di moroni bene aparato et ordinato, riportato da Alberto Vignati nelle sue Memorie Storiche.
Con la caduta degli Sforza s'inizia a perdere la memoria storica: l'assenza di una dinastia regnante che possa prendersi cura degli ambienti del castello e i saccheggi operati da parte dei francesi comportano l'inizio della decadenza. Una svolta si registra col matrimonio tra Francesco II e Cristina di Danimarca, che impose un restauro degli ambienti che avrebbero dovuto accogliere la nuova regnante, cioè il piano terreno della Corte Ducale: per l'occasione è chiamato alla decorazione Bernardino Luini tra il 1531-1535. Da un documento, una lettera di Francesco Arrigoni al duca Francesco II del 1534, si deduce che si sta lavorando in diversi ambienti, il cui elenco in sequenza permette di riconoscere anche la sala delle Asse: "hoge s'è comencato a solare la sala granda et rimbiancare di novo". Si prevedeva infatti l'imbiancatura dell'ambiente e, da un altro documento, si deduce che si volesse decorare una parte con corami (cuoi impressi).
Dal 1534 si perdono le notizie della sala: la corte, ormai spagnola, si trasferisce a Palazzo Reale nel 1536 e il castello, trasformato in cittadella con funzioni militari, viene gradualmente abbandonato e utilizzato come caserma. Del 1710 è una relazione dello stato degli ambienti del castello, redatta per programmare i lavori di manutenzione: si evince che sono state apportate modifiche alle finestre e le pareti sono state scialbate (ricoperte con strati di calce).

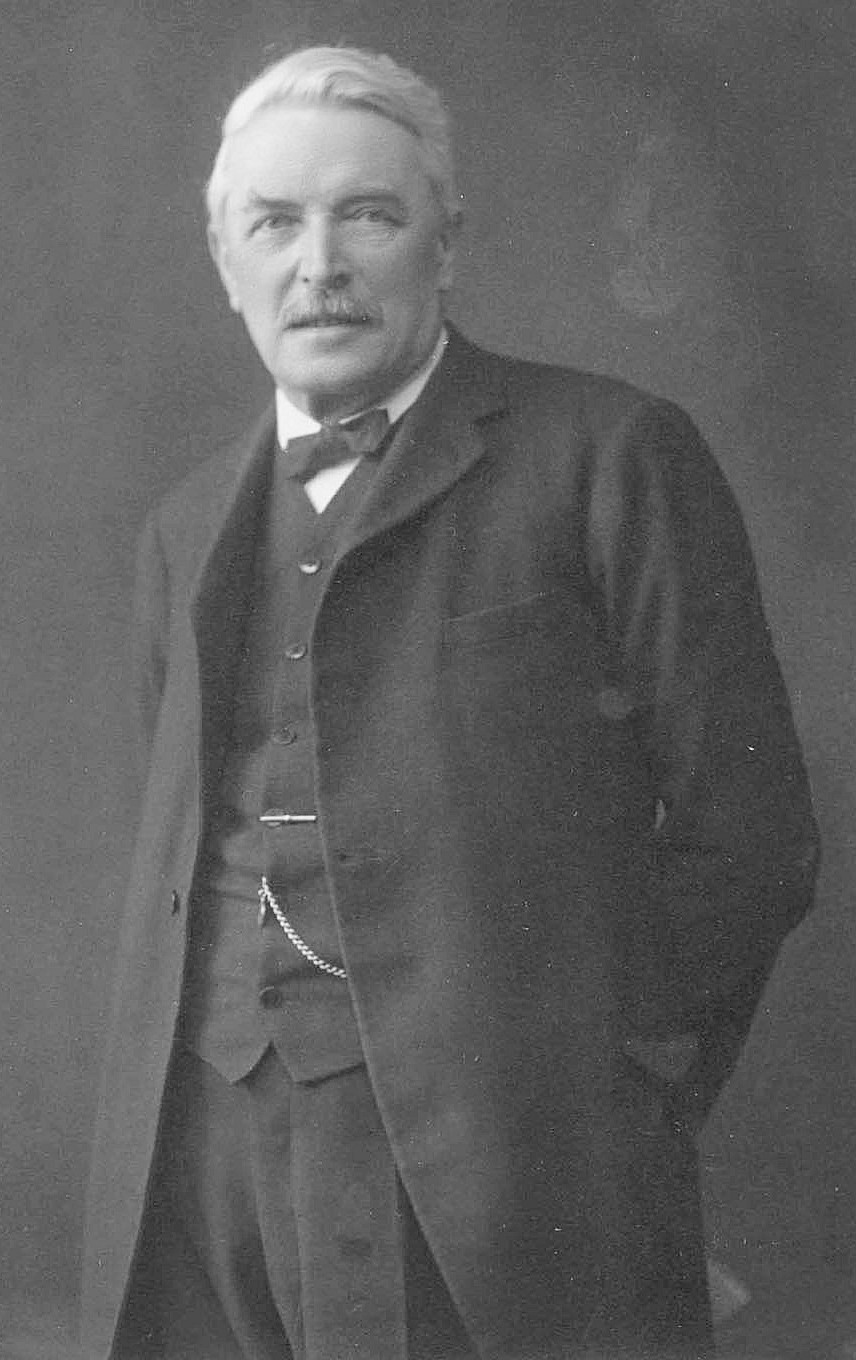
Luca Beltrami

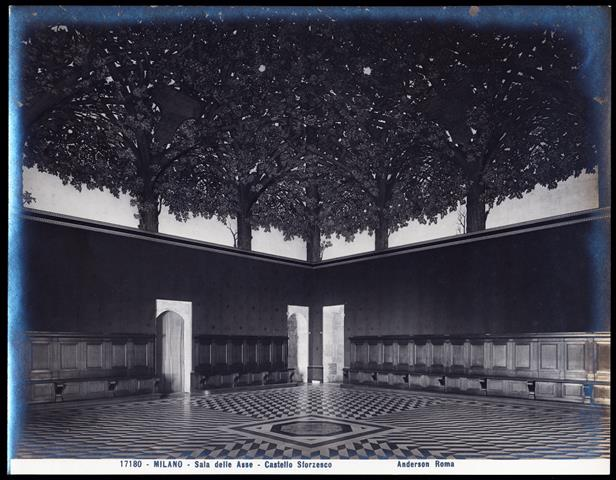
Foto del restauro del 1909-1929 della Sala delle Asse

Gli interventi più recenti sulla decorazione della sala cominciano a fine Ottocento con Luca Beltrami e la sua iniziativa di recupero del castello tra il 1893 e 1902. Questi infatti fa ridipingere completamente al pittore Ernesto Rusca la volta e le lunette, mantenendo lo stesso soggetto ma, inevitabilmente, con uno stile non coerente a quello originario. La sala era ormai un anonimo spazio quadrato e buio - alcune finestre sono state murate - suddiviso da elementi murari per il ricovero dei cavalli della caserma e con la parte inferiore delle pareti con l'intonaco cadente e parzialmente perduto. In questa fase è stato decisamente importante il ruolo dello storico dell'arte Paul Müller-Walde che, giunto a Milano nel 1890 per studiare le opere di Leonardo da Vinci, svolge insieme al pittore Oreste Silvestri alcuni saggi e prove per trovare le tracce della decorazione dell'artista. Nel 1893 rinviene tracce di policromia sulla volta e le associa subito alla mano dell'artista sulla base della documentazione archivista rinvenuta fino a quel momento. Un cambiamento di rotta dei lavori sembra arrivare nel 1894, quando la Giunta Municipale del Comune di Milano delibera di riadattare gli spazi della Corte Ducale, quindi anche la sala delle Asse, per ospitare la sede della civica Scuola d'Arte Applicata all'Industria; i lavori sono interrotti e in alcuni casi mai iniziati a causa delle Esposizioni Riunite dello stesso anno. Si decide poi nel 1897 di fare dei lavori perché il castello possa ospitare i musei Patrio Archeologico e l'Artistico Municipale e la sala delle Asse subisce interventi: le pareti sono scrostate, i serramenti delle finestre sono ridimensionati e il pavimento in selciato è sostituito con uno in cemento. Nel 1898 il resoconto dei lavori di Beltrami ci attesta che la decorazione è stata osservata e ricostruita nelle sue parti. L'unica opera che sfugge alla comprensione dell'intero ciclo è il Monocromo, inizialmente giudicato da Betrami come opera successiva alla decorazione leonardesca perché messa in relazione con un caminetto che nel 1661 si trovava proprio in quell'area. Questa considerazione induce l'architetto a progettare un allestimento della sala che coprisse l'opera, così da far risaltare la volta, prevedendo una foderatura delle pareti con tappezzeria in stoffa e stalli lignei nella parte bassa, lungo il perimetro. L'allestimento resta in opera oltre la Seconda guerra mondiale, con qualche intervento alla tappezzeria nel 1927 e la lucidatura degli stalli nel 1932. Non si registrano danni alla Sala durante i bombardamenti del 1943 se non per la tappezzeria, rovinata dalla distruzione delle finestre.
Gli interventi successivi riguardano il recupero del Castello a seguito della guerra: il nuovo direttore della Direzione Belle Arti del Comune, Costantino Baroni, nominato nel 1945, promuove gli studi per il riallestimento delle sale museali che confluiscono nel lavoro degli architetti BBPR. Dopo una prima proposta per il rifacimento della tappezzeria e la rimozione degli stalli, entro giugno del 1954 la stessa è rimossa, scoperchiando i lacerti di monocromi che rilanciano lo studio della decorazione originaria leonardesca. In data 25 maggio 1955 si svolge un sopralluogo presso la Sala ad opera dei rappresentanti del Consiglio Superiore di Antichità e Belle Arti del Ministero della Pubblica Istruzione che rilanciano la prosecuzione dei saggi sulle pareti e sulla volta, affidando l'incarico al restauratore Ottemi Della Rotta. Questi interviene su tutta la sala e termina il suo incarico nel marzo 1956, considerato che si era deciso di non rimuovere la ridipintura di Rusca ma solo di alleggerirla; il Monocromo è descialbato e restaurato integralmente. A seguito degli interventi la Sala è riallestita secondo il progetto BBPR, quindi con un rivestimento di assi di legno, in linea con le altre sale e in piena sintonia con la sua denominazione originaria.

## Restauro attuale

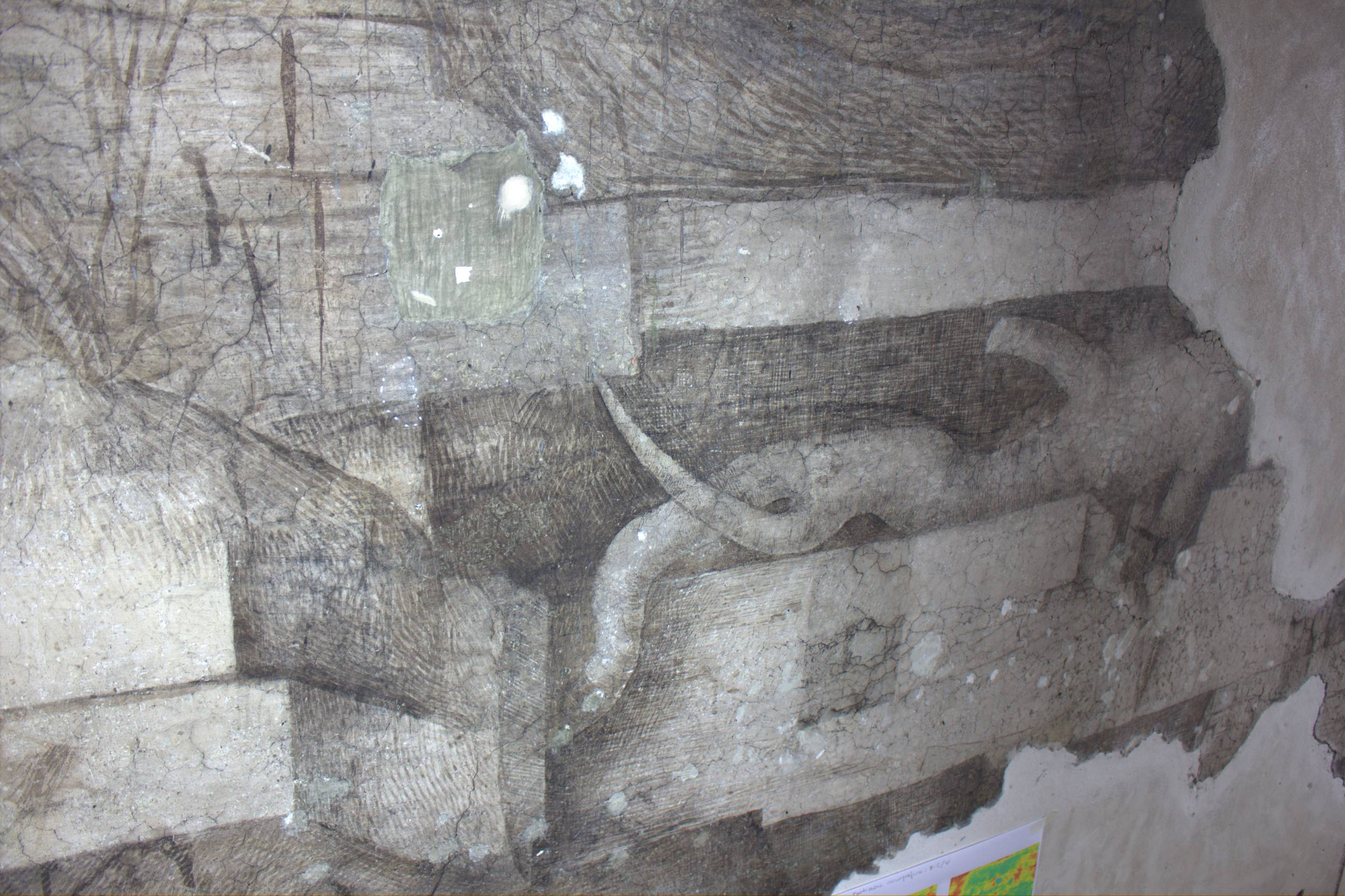
Il monocromo durante gli ultimi (2018) lavori di restauro

Un nuovo restauro di Sala delle Asse è stato avviato nel 2012 ed è ancora in corso.
L'obiettivo immediato è fermare l'evidente deterioramento. In questo caso sono stati identificati diversi fattori: umidità dall'edificio, cambiamenti microclimatici dovuti all'interazione negativa tra le sostanze utilizzate per la pittura originale e il materiale utilizzato per i vari restauri, accumulo di sporcizia (poiché artefatti come questo non possono naturalmente essere puliti ogni giorno come in una normale casa).

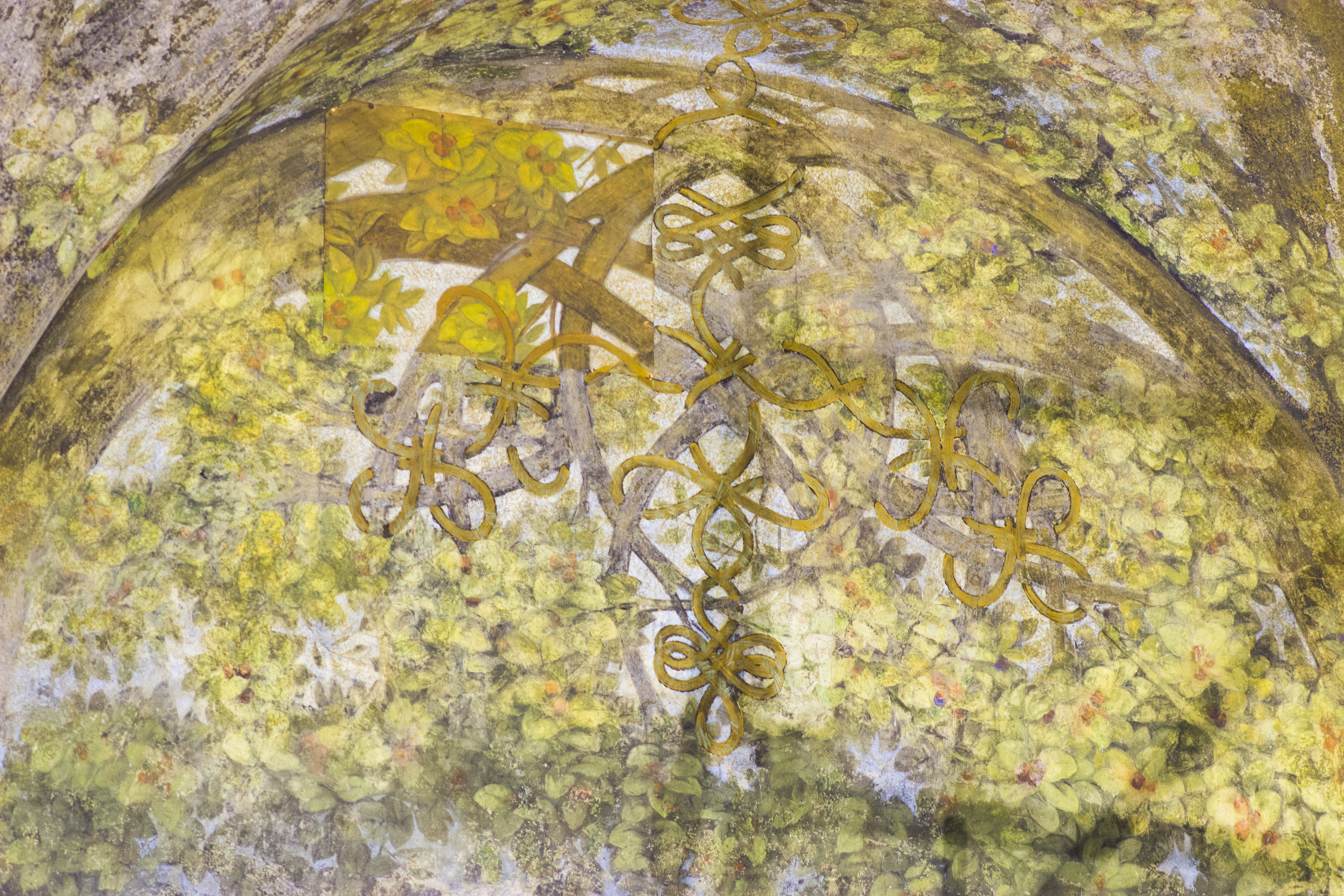
Confronto tra il restauro del 1902 e quello del 1956

L'obiettivo di lungo termine è quello di fornire un valido "restauro estetico". Prima di tutto, le superfici verniciate devono essere pulite e stabilizzate. Quindi si deve affrontare il problema di "staccare" strati dei restauri precedenti e / o integrare punti mancanti con nuova pittura (usando materiale moderno, come ad esempio l'acquerello). Ci sono opinioni diverse su questi argomenti: i precedenti strati pittorici (dovuti al restauro) dovrebbero essere completamente rimossi? Quanta nuova pittura è consentita? Se troppo poca, la stanza resterà in uno stato esteticamente sgradevole, se troppa, si creerà in qualche modo un "falso". Il comitato scientifico (vedi sotto) sta discutendo i problemi, guidando e supervisionando le operazioni.
Cecilia Frosinini, dell’ “Opificio delle pietre dure”, afferma: "il restauro moderno deve essere affrontato con grande umiltà. È necessario apprezzare sia il lavoro originale dell'autore, sia il lavoro dei vari esperti di restauro che sono intervenuti in seguito".
Il restauro del "monocromo" è una storia diversa. Non è stato influenzato da precedenti restauri: non è stato considerato utile ed è stato coperto con assi di legno.

### Attività
Varie attività sono state eseguite dal 2012.
- Ricerca archivistica: la documentazione pertinente è stata portata alla luce o inserita nella giusta prospettiva. Il materiale comprendeva lettere originali (dell’epoca del dipinto originale), alla documentazione storica sul castello e anche sui due precedenti restauri[21][22].
- Analisi storica / architettonica: indaga su tutti gli eventi storici che hanno portato alla situazione attuale della stanza. Diverse alterazioni degli ingressi nella stanza sono state rilevate e correttamente inquadrate all'interno della storia del castello.
- Diagnostica tecnica: sono state utilizzate diverse tecniche diagnostiche moderne.Utilizzo del laser nel restauro dei disegni preparatori

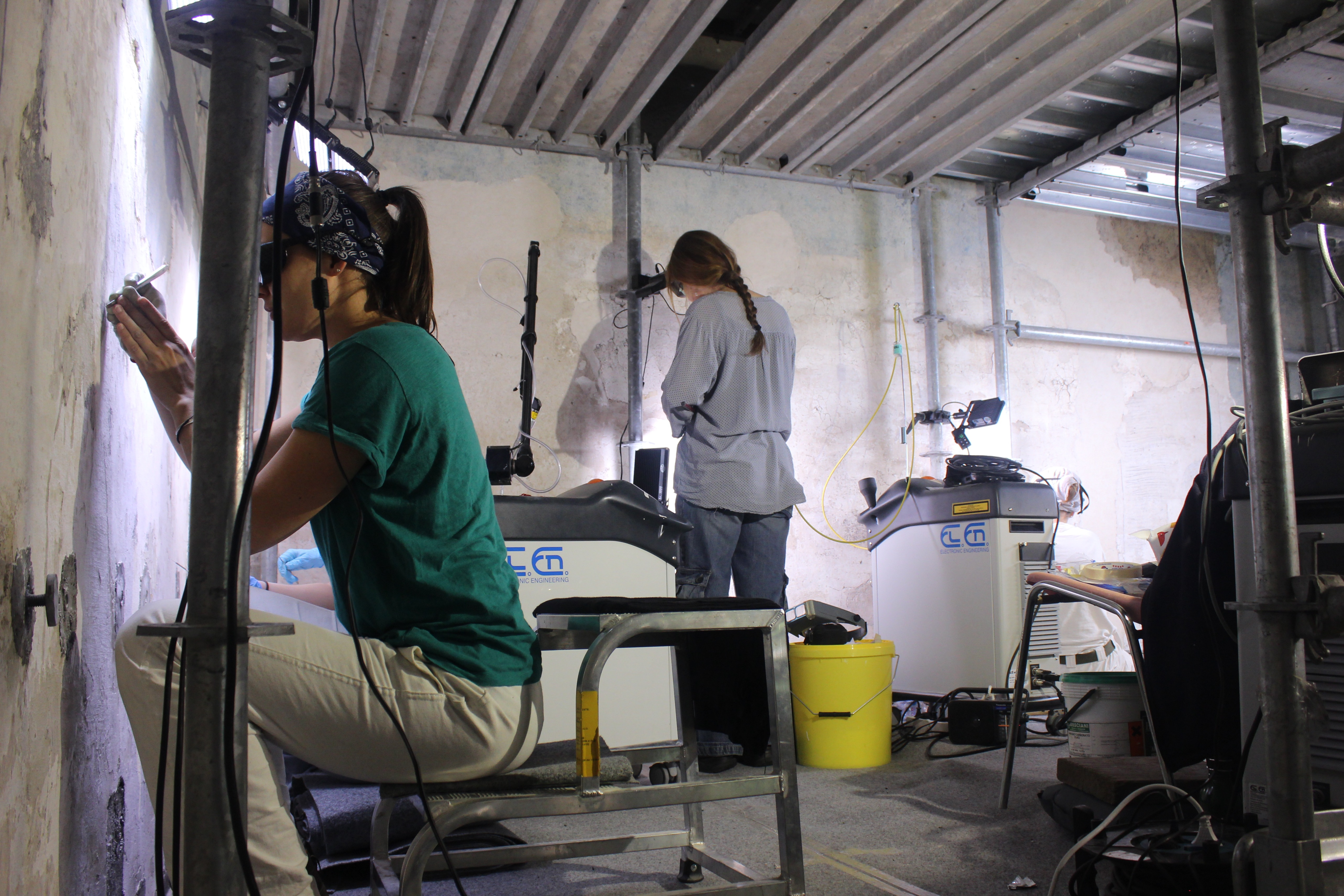
Utilizzo del laser nel restauro dei disegni preparatori

  - La termografia (rilevamento delle differenze di temperatura sulle pareti) è stata utilizzata per identificare l'alterazione nella costruzione degli ambienti (poiché materiali diversi hanno temperature diverse).
  - I raggi laser sono stati utilizzati per costruire con precisione un modello 3D della stanza.
  - La fluorescenza UV è stata utilizzata per rilevare vari strati di pittura. La luce ultravioletta, infatti, può essere utilizzata per rilevare i diversi "leganti organici" di vernice, cioè le sostanze organiche (ad esempio le uova) utilizzate per mantenere stabili i colori. Questi leganti erano diversi al tempo di Leonardo, nei periodi successivi e al tempo dei restauri precedenti.
  - La spettroscopia (nella gamma Infra-Red) è stata utilizzata per rilevare i vari "leganti inorganici" utilizzati per la pittura, in vari momenti.
- Analisi artistica: Un'attenta analisi di vari documenti e risultati della diagnostica, ha permesso di comprendere meglio i vari eventi e azioni che hanno portato il castello (in generale) e la Sala delle Asse (in particolare) alla situazione attuale.
- Ripristino di disegni e dipinti: Una accurata “defoliazione” degli strati ha permesso di scoprire strati più vecchi, Questo è stato particolarmente rilevante per portare alla luce il monocromo[18][19][20], attualmente considerato il più vecchio strato di decorazione nella stanza. È probabile che fosse direttamente dovuto allo stesso Leonardo.

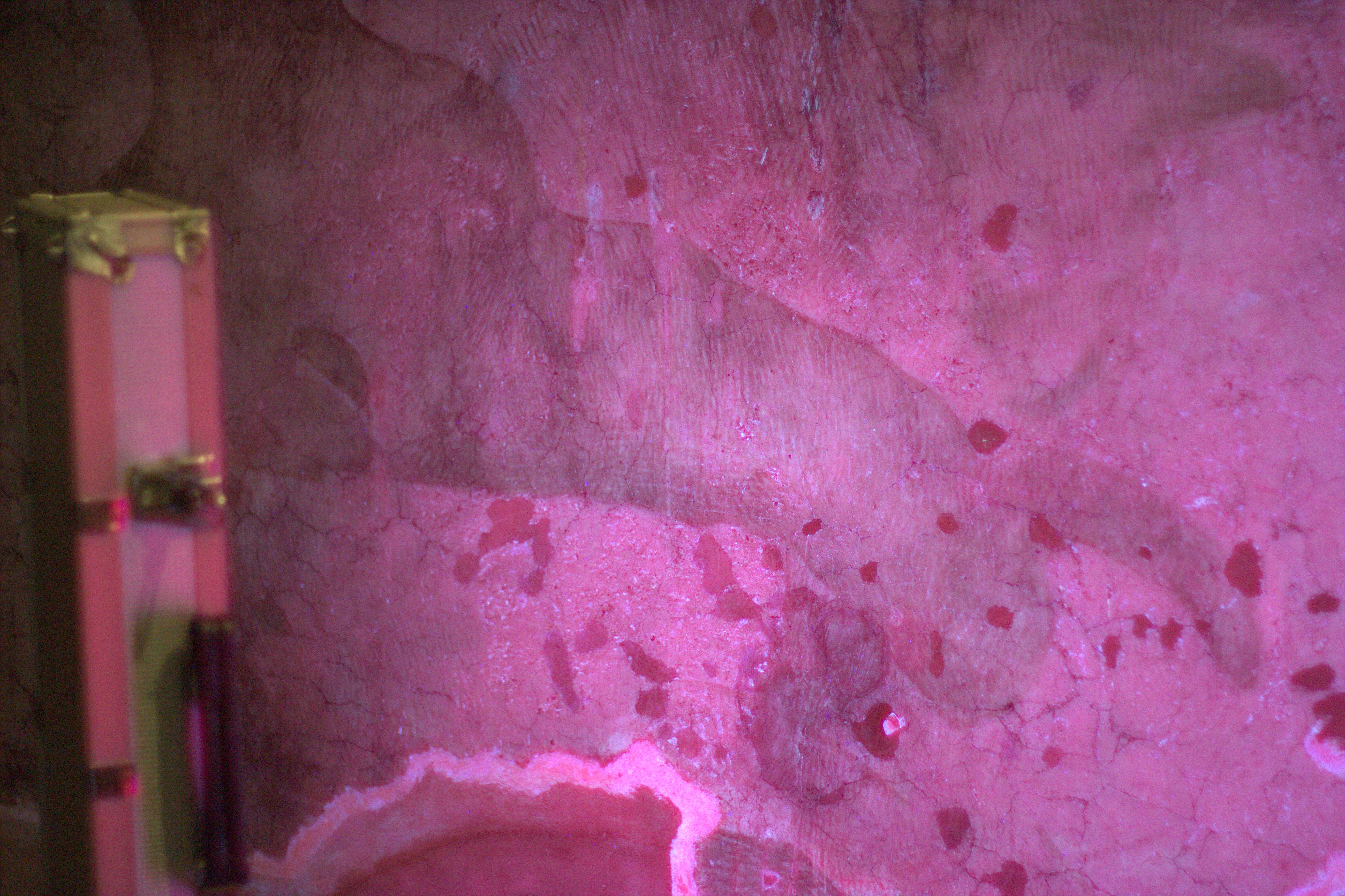
Uso della fluorescenza UV sul monocromo

### Finanziatori
Vari enti hanno reso possibile l'attuale restauro:
- Comune di Milano, sotto l'azione dell’assessore alla cultura Filippo del Corno
- Ministero della Cultura
- ALES, un'agenzia di finanziamento del Ministero
- A2A, principale sponsor privato del restauro
- Politecnico di Milano, per supporto scientifico e tecnico